# Torta savoiarda
La torta savoiarda (dal francese gâteau de Savoie), gâteau di Savoia, o biscotto di Savoia (dal francese biscuit de Savoie) è una torta francese che ebbe origine nella Savoia. Il dolce ha una consistenza non molto differente dal pan di Spagna e viene preparata usando uova, zucchero a velo, farina e amido. Non va confusa con la torta Savoia, un dolce al cioccolato tipico della Sicilia.

## Storia
Durante la metà del quattordicesimo secolo, la corona imperiale tedesca era vacante a causa dei numerosi conflitti dell'epoca. Uno dei cinque nobili aspiranti, Carlo di Lussemburgo, si fermò a Chambéry, ove fu ospite di Margherita di Boemia nella tenuta dei Savoia. Nel tentativo di simpatizzare con il futuro regnante del Sacro Romano Impero, la famiglia savoiarda lo accolse servendogli grandi quantità di cibo durante un grande pranzo di gala. Fra i numerosi alimenti presenti nel banchetto, era presente una gigantesca torta, conosciuta come gâteau de Savoie, che fu portata in tavola da Amedeo VI a cavallo. Secondo alcuni, il dolce raffigurava il castello di Chambéry, mentre per altri "tutta la contea di Savoia, con i suoi laghi e le sue montagne" tutte sormontate da una corona imperiale. L'invenzione del gâteau venne attribuita a diverse persone, fra cui lo chef Pierre de Yenne il Jean de Belleville e lo stesso Amedeo VI.

## Preparazione
Dopo aver rotto le uova e separato i tuorli dagli albumi, mescolare i primi con una frusta da cucina insieme allo zucchero. In seguito, mescolare la farina con della fecola di patate e la vanillina e unire i due composti fino a ottenere un impasto uniforme. Montare gli albumi con della scorza di limone e mescolare il tutto. Mettere l'impasto in una teglia e infornare.